# Aleksander Skarbek
Aleksander Wincenty Jan Skarbek, z Góry, hrabia herbu Abdank (ur. 18 stycznia 1874, zm. 31 maja 1922 we Lwowie) – doktor, polityk endecki, członek Ligi Narodowej, poseł na Sejm Krajowy Galicji (1906–1918), i w austriackiej Radzie Państwa (1909–1918), kierownik Departamentu Wojskowego sekcji wschodniej Naczelnego Komitetu Narodowego w 1914 roku.

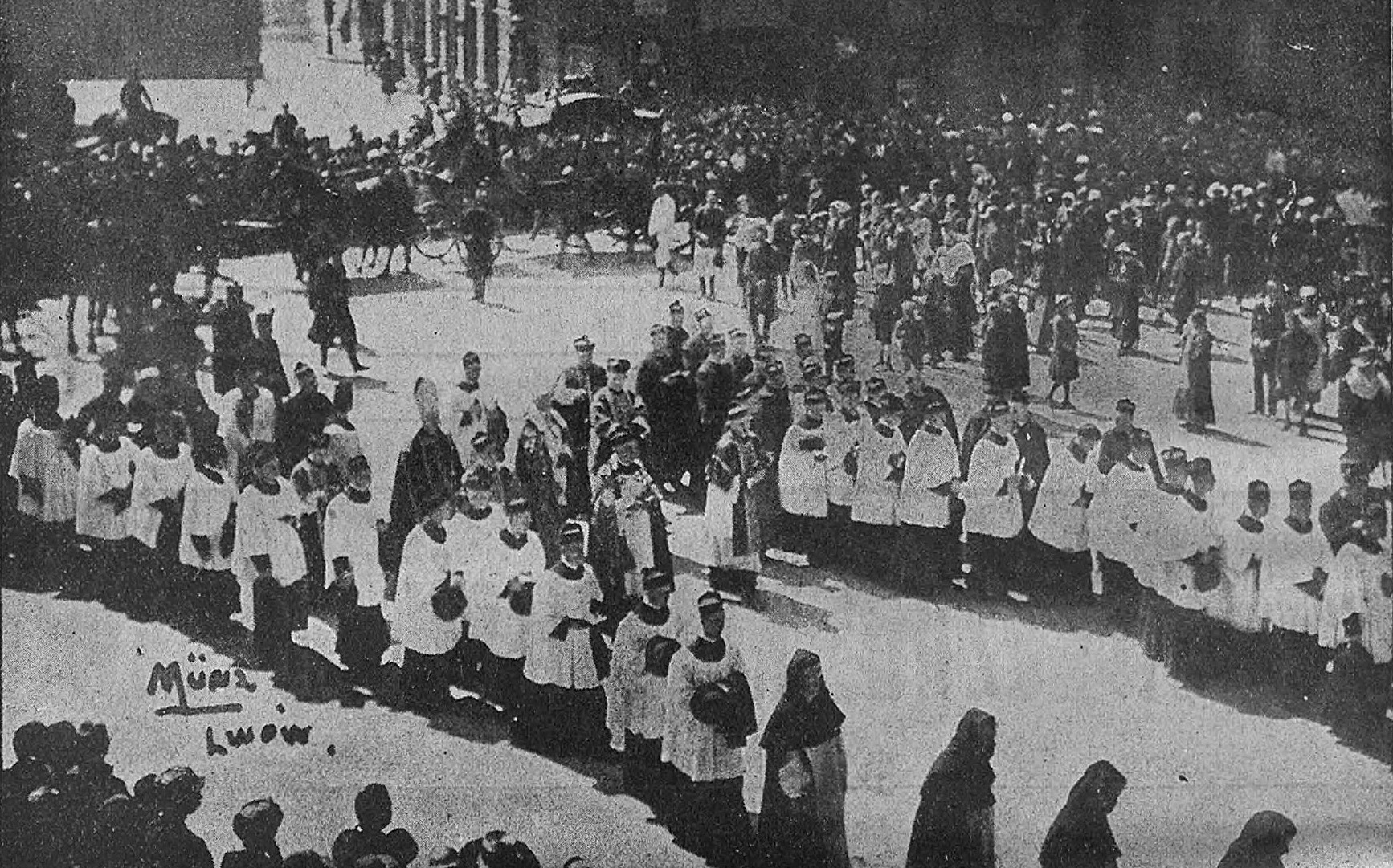
Pogrzeb Aleksandra Skarbka

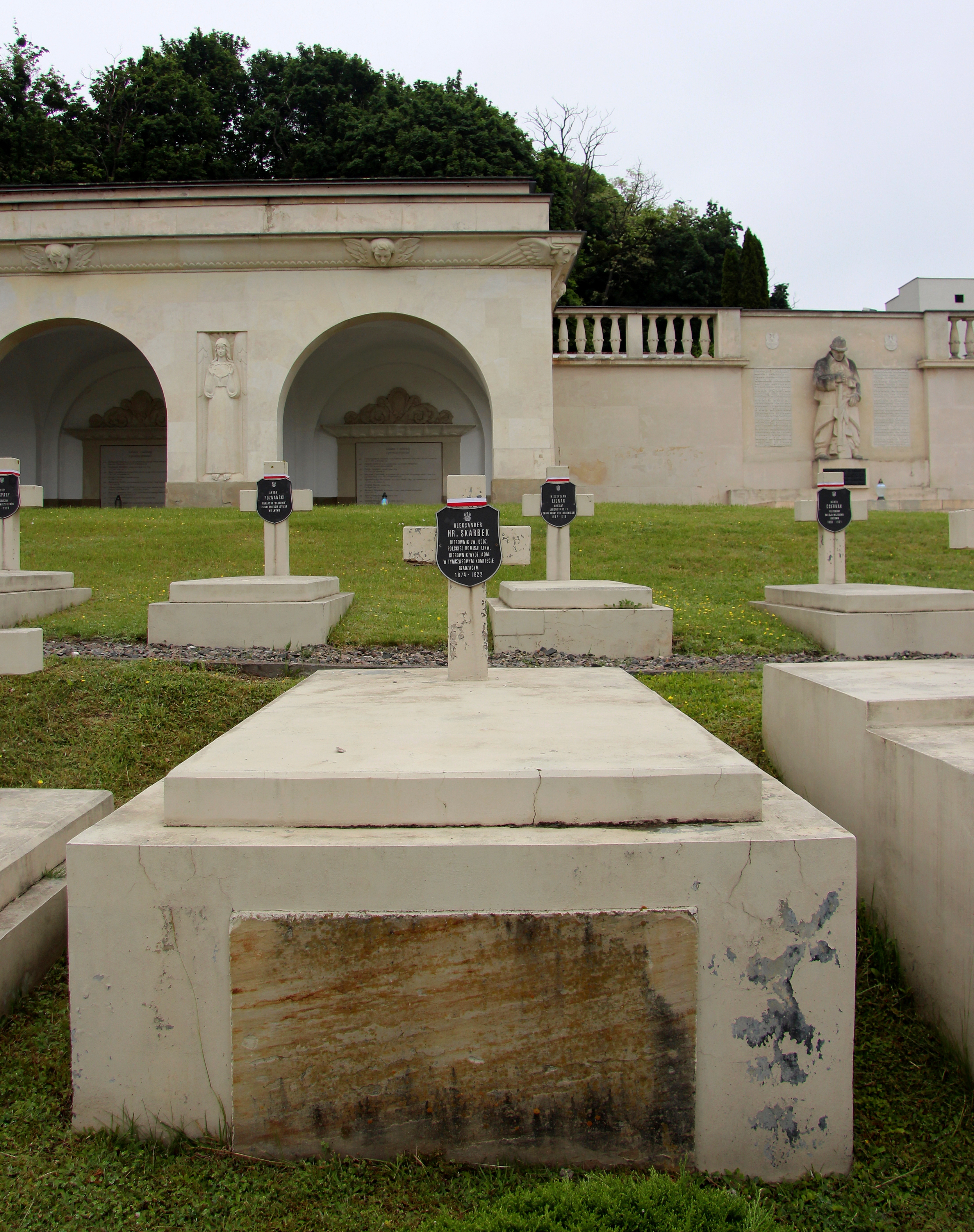
Grób Aleksandra Skarbka

## Życiorys
Krótko przed I wojną światową, na zjeździe Rady Głównej Ligi Narodowej, w maju 1914 w Wiedniu, opowiadał się za poparciem Rosji w przypadku wybuchu konfliktu zbrojnego. Wobec postępów armii rosyjskiej, w początkach sierpnia 1914, został organizatorem ewakuacji Legionu Wschodniego, utworzonego we Lwowie, pod auspicjami Naczelnego Komitetu Narodowego. Wraz z żoną Felicją byli członkami zwyczajnymi Towarzystwa Upiększania Miasta Sanoka. 6 września 1914 w Sanoku sprzeciwił się objęciu dowództwa nad legionem przez kapitana Dionizego Jasienickiego. W 1914 jako przedstawiciel narodowej demokracji był członkiem sekcji wschodniej Naczelnego Komitetu Narodowego. Od 1914 działacz Centralnego Komitetu Narodowego i przywódca Narodowej Demokracji, w latach 1918–1919 członek CKN, NCN, Polskiej Komisji Likwidacyjnej. W Krakowie w 1918 opanował sytuację i przejął władzę od zaborców w swoje ręce. Gdy działania jego w Krakowie całkowicie sparaliżowano, wyjechał do Przemyśla. W dniu 1 listopada 1918 zatrzymał się w Jarosławiu i jako członek Państwowej Komisji Likwidacyjnej, odebrał od PON przysięgę na wierność rządowi oraz nadał jej mandat sprawowania władzy w mieście.
W trakcie trwającej wojny polsko-ukraińskiej był orędownikiem obrony Lwowa i organizatorem odsieczy dla miasta. W 1918 w czasie walki o Przemyśl, przybył do tego miasta z delegacją Polskiej Komisji Likwidacyjnej (z hr. Zygmuntem Lasockim oraz posłem Grzędzielewskim), która nie mogąc przedostać się do Lwowa, zatrzymała się w tym grodzie. W dniu 17 listopada 1918 podpułkownik Tokarzewski w Przemyślu otrzymał od gen. Roji z Krakowa rozkaz, w którym zawarty był m.in. punkt następujący: Hrabia Skarbek jest reprezentantem Komisji Likwidacyjnej. Gdyby się w dalszym ciągu mieszał do spraw wojskowych, co jedynie chaos i szkodę wywołuje, internować, albo pod eskortą do Krakowa odesłać. (Legendy i fakty, s. 131). Ppłk Tokarzewski rozkazu tego nie wykonał. Skarbek korzystając z tego, że miał formalne stanowisko kierownika spraw wojskowych w Komisji Likwidacyjnej – na własną rękę wydawał do Komend Powiatowych telegraficzne rozkazy przysyłania wszystkich zbywających sił do Przemyśla. Rezultatem tej jego akcji było sformowanie pierwszej grupy odsieczy, która do Lwowa dotarła 20 listopada. Odsiecz ta, wraz z którą przybył przedstawiciel galicyjskiej Komisji Likwidacyjnej, dr. Skarbek, składała się z pociągu pancernego, 140 oficerów, 1228 żołnierzy, 8 armat, 79 wozów, 507 koni. W skład jej wchodzili w znacznej części ochotnicy, a zwłaszcza uczniowie ze szkół od Przemyśla aż po Żywiec i b. wojskowi austriaccy, jak Legia oficerska z Krakowa. Jednak mimo odpychania od militarnych działań, hr. Skarbek, odegrał naczelną rolę polityczną we Lwowie. Został członkiem powołanego 23 listopada 1918 Tymczasowego Komitetu Rządzącego we Lwowie.
W czasie wojny polsko-bolszewickiej został powołany do Rada Obrony Państwa jako przedstawiciel Związku Ludowo-Narodowego, po Romanie Dmowskim (działającym od 1 do 19 lipca 1920), w dniach od 20 lipca do 1 października 1920.
W latach 1919–1921; poseł na Sejm Ustawodawczy RP. Był współfundatorem Teatru we Lwowie, a w 1920 założył tam biuro Orbis Travel.
Został pochowany został na Cmentarzu Obrońców Lwowa 3 czerwca 1922, przy bohaterach pól Zadwórzańskich.

## Życie prywatne
Jego ojcem był Henryk Stanisław Leon Skarbek (1839–1904) – ziemianin, kurator dziedziczny Fundacji Skarbkowskiej, a matką Aleksandra Okęcka, zaś dziadkiem był Fryderyk Florian Skarbek (1792–1866) – ekonomista, historyk, powieściopisarz i dramatopisarz, pamiętnikarz, działacz społeczny.
Żoną jego została 30 maja 1901, wdowa po Andrzeju Maksymilianie Fredrze (1859–1898) – literacie (synu Jana Aleksandra Fredry), Felicja Maria Fredro (Skarbkowa) (1872–1963), córka Aleksandra Eligiusza Szczepańskiego, działaczka społeczna.